# 산구장
산구장(山蒟醬, 학명: Piper sarmentosum 피페르 사르멘토숨[*])은 후추과의 여러해살이풀이다. 구장과 비슷하게 생겼으나, 다른 종이다. 잎이 동남아시아 요리에 흔히 쓰인다.

## 이름
- 광둥어: 갑라우(蛤蔞, gap3 lau1), 산라우(山蔞, saan1 lau4), 가라우(假蔞, gaa2 lau1)
- 라오어: 팍이럿(ຜັກອີ່ເລີດ), 팍낭럿(ຜັກນາງເລີດ)
- 말레이어: 카둑(kaduk)
- 베트남어: 랄롯(lá lốt)
- 인도네시아어: 카룩(karuk)
- 중국어: 자쥐(假蒟, jiǎjǔ) 거쥐(蛤蒟, géjǔ)
- 크메르어: 짜플루(ចាព្លូ)
- 태국어: 차플루(ชะพลู, ช้าพลู)

## 특징
여러해살이 초본식물로, 땅속줄기가 옆으로 뻗으며, 줄기는 줄무늬가 있고 최대 40cm까지 자란다. 잎은 얇고 윤기가 나며 하트 모양이다. 길이 8~10cm, 너비 8~11cm 정도 된다. 잎은 돋아나는 곳부터 5개의 잎맥이 방사형으로 퍼지며, 윗면에는 기름샘이 있고, 아랫면에는 털이 나 있다. 잎자루는 길이가 2.5~3cm이며, 잎겨드랑이에서 곧게 선 흰색 꽃차례(길이 1~2cm)가 나온다.

## 같이 보기
- 구장